# Pompeo della Barba
Pompeo della Barba, né le 16 septembre 1521 à Pescia et mort dans cette même ville le 4 mars 1582, est un médecin et philosophe italien du milieu du 16e siècle.

## Biographie
Né à Pescia en Toscane, Pompeo della Barba était membre de l’Accademia degli Umidi, et y lut, en 1548, une exposition ou explication d’un sonnet platonique. Cette exposition, divisée en 5 chapitres, est imprimée, Florence, 1549, in-8°. L’auteur n’est désigné que sous le nom de Pompeo da Pescia. Le sujet du sonnet est le premier effet de l’amour, qui est, porte le texte, de séparer l’âme du corps de l’amant ; et les 5 chapitres de l’exposition traitent de l’immortalité de l’âme, selon Aristote et selon Platon. Salvino Salvini nous apprend, Fasti consolari, p. 74, que Pompeo della Barba fut le premier à établir cet usage académique. Il avait commencé à traduire en italien l’Histoire naturelle de Pline, lorsque Pie IV l’appela à Rome auprès de lui, en qualité de médecin, ce qui l’empêcha de continuer ce travail. Il mourut en 1582.

## Œuvres
- Discorsi filosofici sopra il Platonico e divino Sogno di Scipione di M. Tullio, Venise, 1555 et 1554, in-8° ;
- Dialogo delle armi e delle lettere, Venise, 1558 et 1578, in-8° ;
- Due primi dialoghi. Nell'uno dei quali si ragiona de' segreti della natura; nell'altro, se siano di maggior pregio le armi, o le lettere, Venise, 1558, in- 8° ;
- De balneis Montis Catini commentarius. Cet opuscule n’a été imprimé que dans le dernier siècle, par le docteur Giovanni Targioni Tozzetti, qui l’a inséré dans le 5e volume de son Voyage dans la Toscane.